# Георгіос Атанасіадіс
Георгіос Атанасіадіс (грец. Γεώργιος (Γιώργος) Αθανασιάδης; нар. 5 червня 1962, Ташкент, Ташкент, Узбецька РСР, СРСР) — грецький борець вільного стилю, дворазовий срібний призер чемпіонатів світу, срібний призер чемпіонатіу Європи, дворазовий чемпіон та срібний призер Середземноморських ігор, учасник трьох Олімпійських ігор.

## Життєпис
Боротьбою почав займатися з 1976 року.
Виступав за спортивний клуб «Atlas Kalitheas». Тренер — Панагіотіс Куцупакіс.

## Спортивні результати на міжнародних змаганнях

### Виступи на Олімпіадах
| Змагання                    | Збірна | Вагова категорія          | Місце                         |
| --------------------------- | ------ | ------------------------- | ----------------------------- |
| Літні Олімпійські ігри 1984 | Греція | вільна боротьба, до 68 кг | вибув після другого раунду    |
| Літні Олімпійські ігри 1988 | Греція | вільна боротьба, до 68 кг | вибув після четвертого раунду |
| Літні Олімпійські ігри 1992 | Греція | вільна боротьба, до 68 кг | 11                            |

### Виступи на Чемпіонатах світу
| Змагання                        | Збірна | Вагова категорія          | Місце  |
| ------------------------------- | ------ | ------------------------- | ------ |
| Чемпіонат світу з боротьби 1983 | Греція | вільна боротьба, до 68 кг | 15     |
| Чемпіонат світу з боротьби 1987 | Греція | вільна боротьба, до 68 кг | Срібло |
| Чемпіонат світу з боротьби 1990 | Греція | вільна боротьба, до 68 кг | Срібло |
| Чемпіонат світу з боротьби 1991 | Греція | вільна боротьба, до 68 кг | 6      |
| Чемпіонат світу з боротьби 1994 | Греція | вільна боротьба, до 68 кг | 11     |

### Виступи на Чемпіонатах Європи
| Змагання                         | Збірна | Вагова категорія          | Місце  |
| -------------------------------- | ------ | ------------------------- | ------ |
| Чемпіонат Європи з боротьби 1981 | Греція | вільна боротьба, до 68 кг | 8      |
| Чемпіонат Європи з боротьби 1982 | Греція | вільна боротьба, до 68 кг | 6      |
| Чемпіонат Європи з боротьби 1984 | Греція | вільна боротьба, до 68 кг | 7      |
| Чемпіонат Європи з боротьби 1986 | Греція | вільна боротьба, до 68 кг | 5      |
| Чемпіонат Європи з боротьби 1987 | Греція | вільна боротьба, до 68 кг | Срібло |
| Чемпіонат Європи з боротьби 1988 | Греція | вільна боротьба, до 68 кг | 4      |
| Чемпіонат Європи з боротьби 1989 | Греція | вільна боротьба, до 68 кг | 8      |
| Чемпіонат Європи з боротьби 1990 | Греція | вільна боротьба, до 68 кг | 4      |
| Чемпіонат Європи з боротьби 1991 | Греція | вільна боротьба, до 68 кг | 5      |
| Чемпіонат Європи з боротьби 1992 | Греція | вільна боротьба, до 68 кг | 11     |
| Чемпіонат Європи з боротьби 1994 | Греція | вільна боротьба, до 68 кг | 17     |
| Чемпіонат Європи з боротьби 1995 | Греція | вільна боротьба, до 68 кг | 8      |

### Виступи на Середземноморських іграх
| Змагання                    | Збірна | Вагова категорія          | Місце  |
| --------------------------- | ------ | ------------------------- | ------ |
| Середземноморські ігри 1983 | Греція | вільна боротьба, до 68 кг | Срібло |
| Середземноморські ігри 1987 | Греція | вільна боротьба, до 68 кг | Золото |
| Середземноморські ігри 1991 | Греція | вільна боротьба, до 68 кг | 5      |
| Середземноморські ігри 1993 | Греція | вільна боротьба, до 68 кг | Золото |

### Виступи на інших змаганнях
| Змагання                              | Збірна | Вагова категорія          | Місце  |
| ------------------------------------- | ------ | ------------------------- | ------ |
| Балканські ігри 1979                  | Греція | вільна боротьба, до 62 кг | Бронза |
| Балканський чемпіонат з боротьби 1980 | Греція | вільна боротьба, до 62 кг | Бронза |

### Виступи на змаганнях молодших вікових груп
| Змагання                                            | Збірна | Вагова категорія          | Місце  |
| --------------------------------------------------- | ------ | ------------------------- | ------ |
| Балканські ігри серед молоді 1982                   | Греція | вільна боротьба, до 68 кг | 4      |
| Балканський чемпіонат з боротьби серед юніорів 1981 | Греція | вільна боротьба, до 68 кг | Срібло |